# Rorippa portoricensis
Rorippa portoricensis är en korsblommig växtart som först beskrevs av Spreng., och fick sitt nu gällande namn av Henri Stehlé. Rorippa portoricensis ingår i släktet fränen, och familjen korsblommiga växter. Inga underarter finns listade i Catalogue of Life.